# 海星镇
海星镇，是中华人民共和国黑龙江省黑河市北安市下辖的一个乡镇级行政单位。

## 行政区划
海星镇下辖以下地区：
海星村、兴旺村、兰光村、兴龙村、治安村和幸福村。